# Sallent (kommun)
Sallent är en kommun i Spanien.   Den ligger i provinsen Província de Barcelona och regionen Katalonien, i den östra delen av landet, 500 km öster om huvudstaden Madrid. Antalet invånare är 6 875. Arean är 65 kvadratkilometer. Sallent gränsar till Balsareny, Gaià, Avinyó, Artés, Navarcles, Sant Fruitós de Bages, Santpedor och Castellnou de Bages. 
Terrängen i Sallent är huvudsakligen kuperad, men åt nordväst är den platt.